# Fabrika Automobila Priboj
Fabrika automobila Priboj (FAP) — сербський виробник вантажних автомобілів та автобусів, розташований у місті Прибой.

## Історія
Підприємство було засноване урядом Соціалістичної Республіки Сербія в 1952 році. Перші машини з конвеєра зійшли вже через рік після заснування підприємства.
Спочатку виробляючи ліцензійні копії вантажівок Saurer, згодом вантажівки Mercedes-Benz NG за ліцензією. За час існування також представляв власні розробки, які ставали на серійне виробництво.

### Співпраця з Saurer

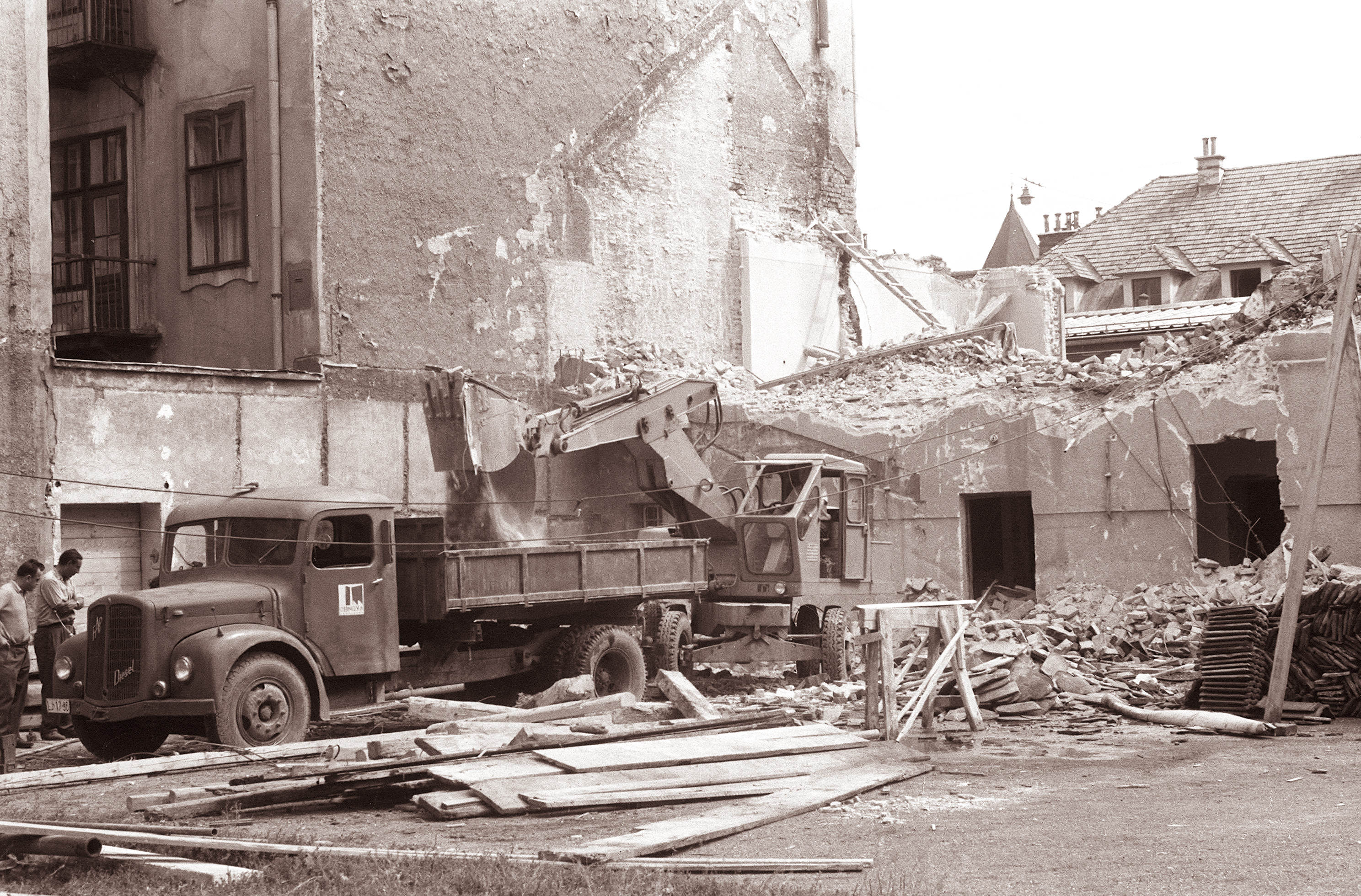
Вантажівка FAP 4G

Контракт із Saurer передбачав ліцензію на виробництво на 10 років. 
Перші автомобілі за ліцензією Saurer були моделі 4G та 6G, вантажопід'ємністю 4 та 6 тонн відповідно.
Перша виготовлена вантажівка покинула заводський цех 30 жовтня 1953 року з заводського цеху в Прибої.
FAP 4G — двовісний вантажний автомобіль, який випускався на Прибозькому автозаводі з 1953 по 1962 рік. FAP 4G — це серія двовісних транспортних засобів, оснащених чотирициліндровим чотиритактним двигуном. Належить до перших моделей вантажівок у виробничій програмі цього заводу.

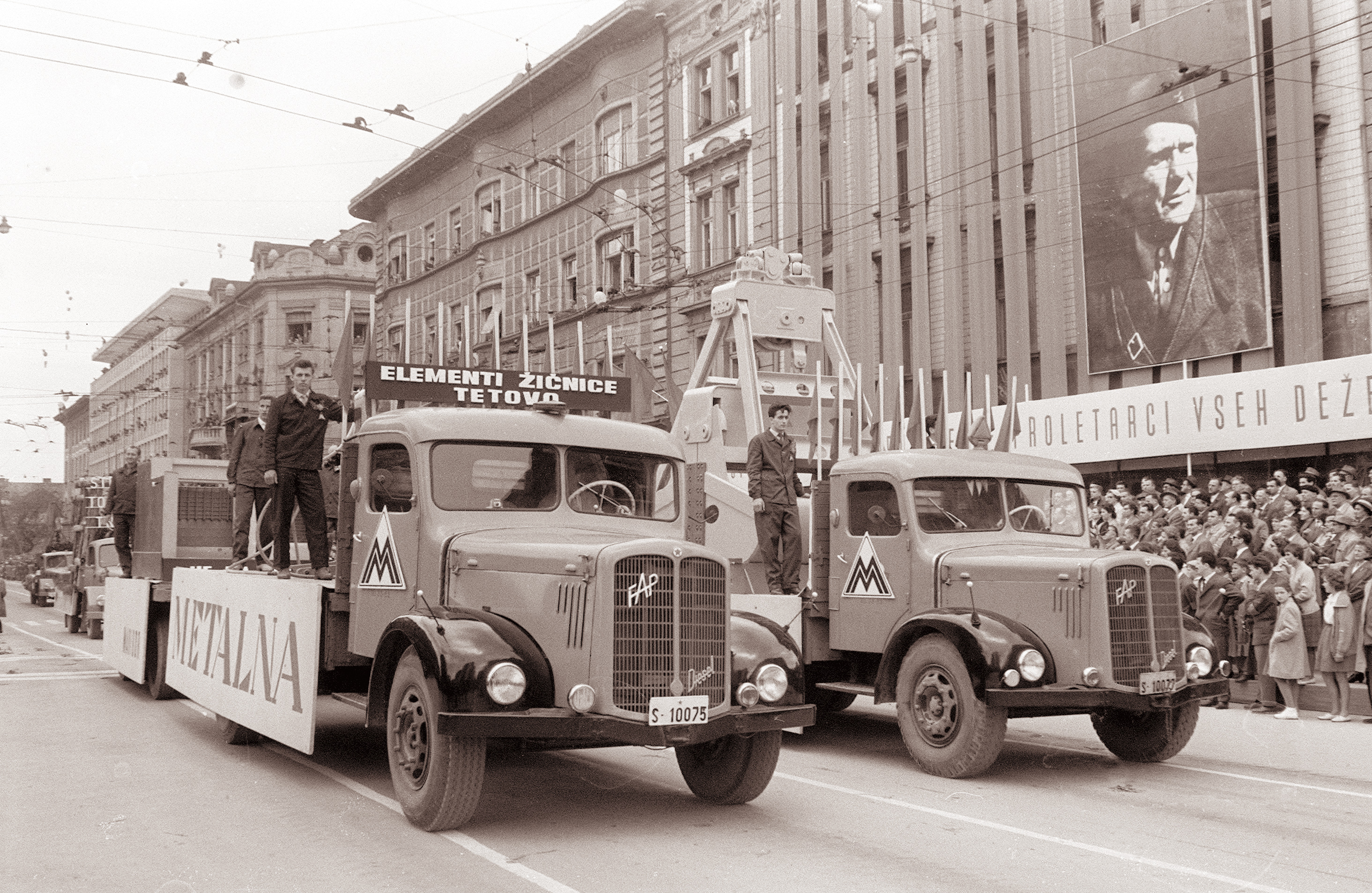
Вантажівка FAP 6G

FAP 6G — це серія двовісних транспортних засобів, оснащених шестициліндровим двигуном.
Автомобіль призначений для перевезення вантажів масою від 6,5 до 7 тонн і буксирування причепів. 
Конструкція вантажівки ідентична моделі Saurer 6G з характерною на вигляд кабіною.
Вантажівка випускалася здебільшого як вантажна машина з кузовом або самоскидом, а також у варіанті тягача з напівпричепом. 

### Співпраця з Daimler-Benz
У 1970 році був підписаний договір про виробничу, технічну та фінансову співпрацю з Daimler-Benz. Першим продуктом від FAP, заснованим на контракті з Daimler-Benz, був LP1113, а за ним пішли MB1213 і O302. 

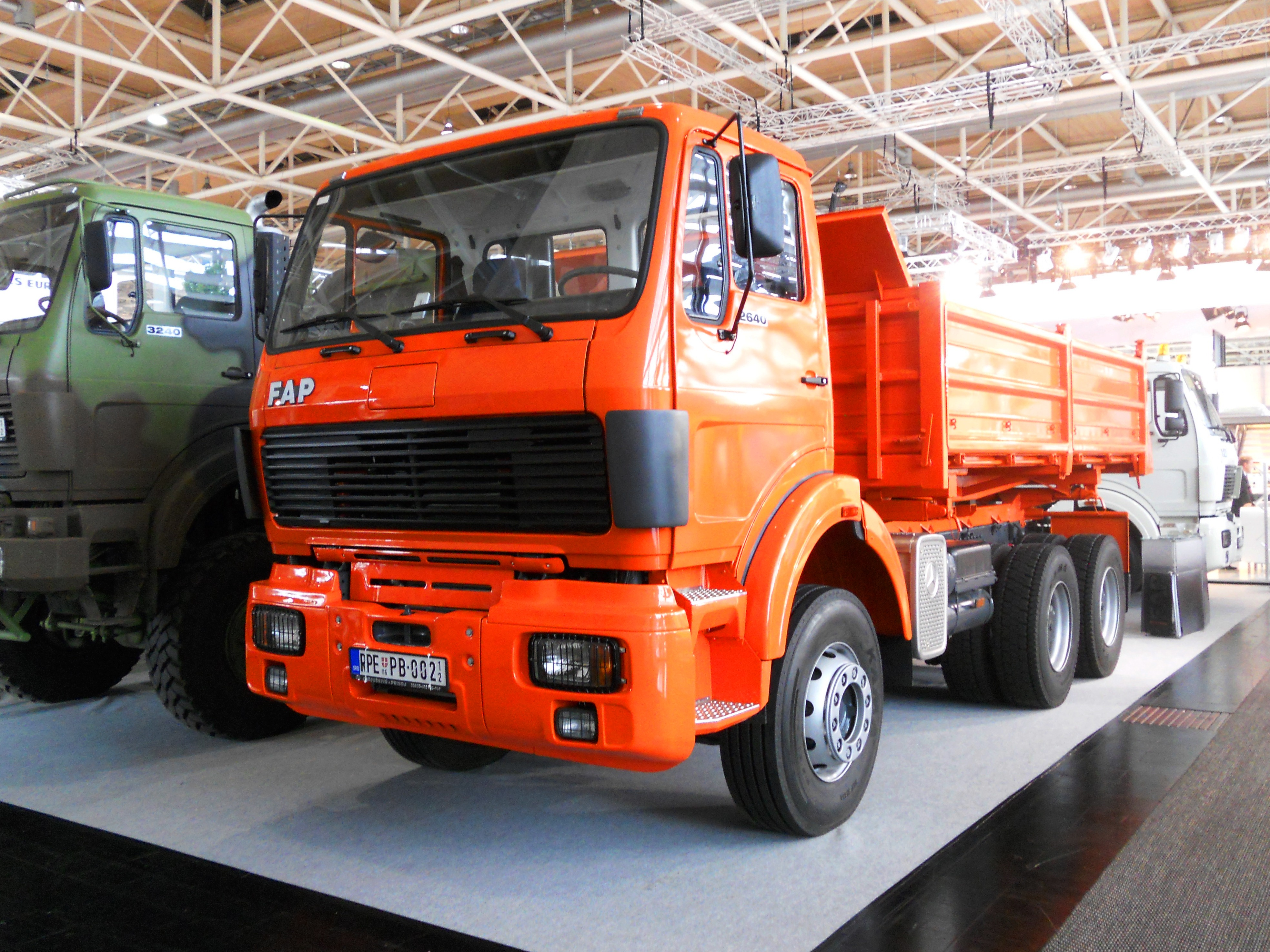
Вантажівка FAP 2640 копія Mercedes-Benz NG, виставлена на IAA 2012 у Ганновері (Німеччина).

До 1975 року було побудовано новий виробничий завод площею 50 000 квадратних метрів і встановлено 150 нових одиниць устаткування. Нова проєктована потужність становила 10 000 автомобілів на рік. 
Ліцензійний контракт із Mercedes-Benz розширено в 1976 році на виробництво автомобіля вагою від 12 до 26 тонн.
У співробітництві з німецькою компанію виробляється багато нових вантажівок, серед низ FAP 1616, 1620, 1626, 1921, 1926, 2226 і 2626.
У 1986 році ліцензію з Mercedes-Benz на виробництво автомобілів повною масою 12-26 тонн було подовжено.
Серед усіх вантажівок FAP значний успіх у спортивних заходах мав FAP 1626, із двигуном Mercedes V8. 

## Галерея

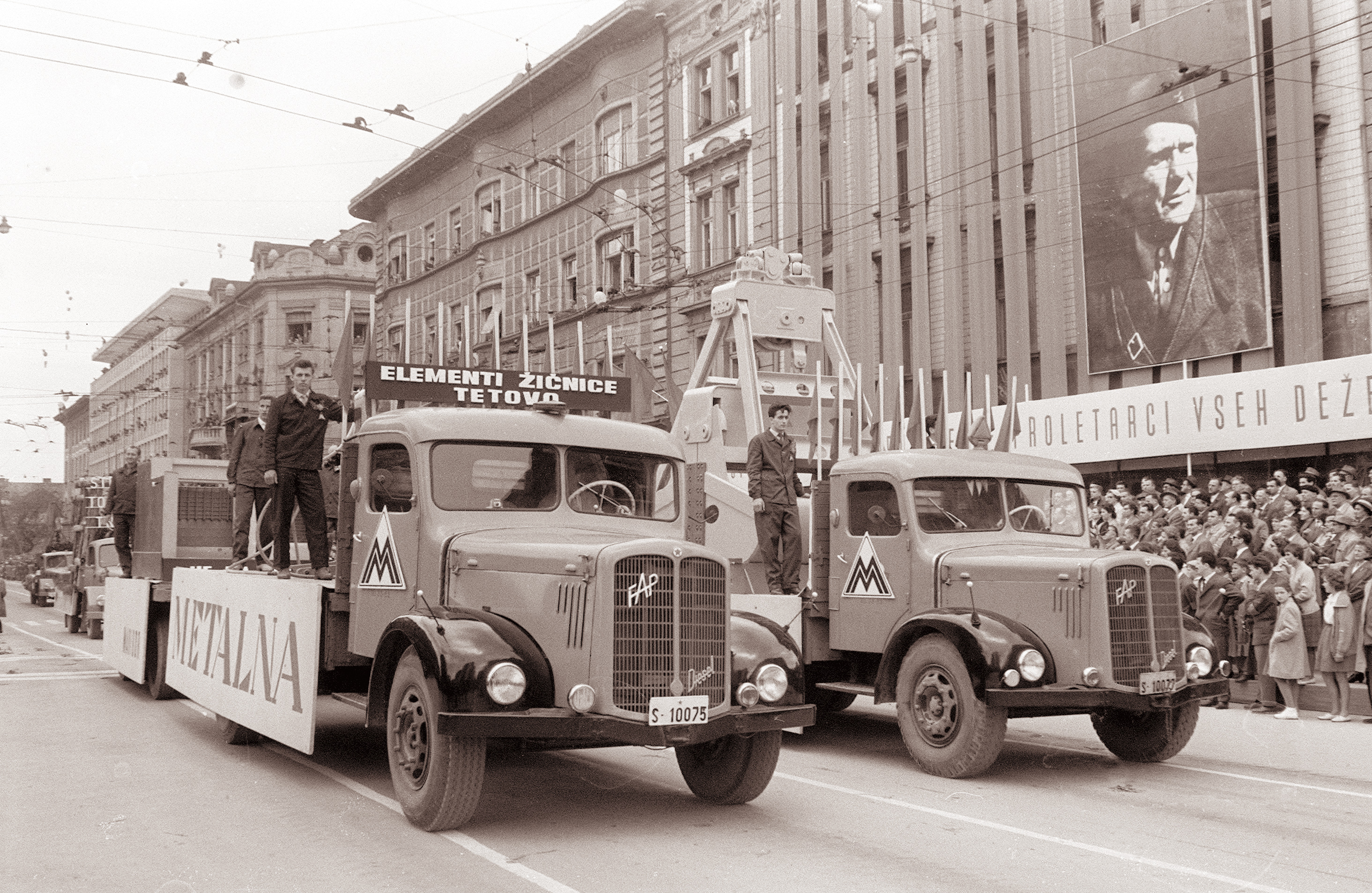
FAP 6G на параді в Любляні в 1961
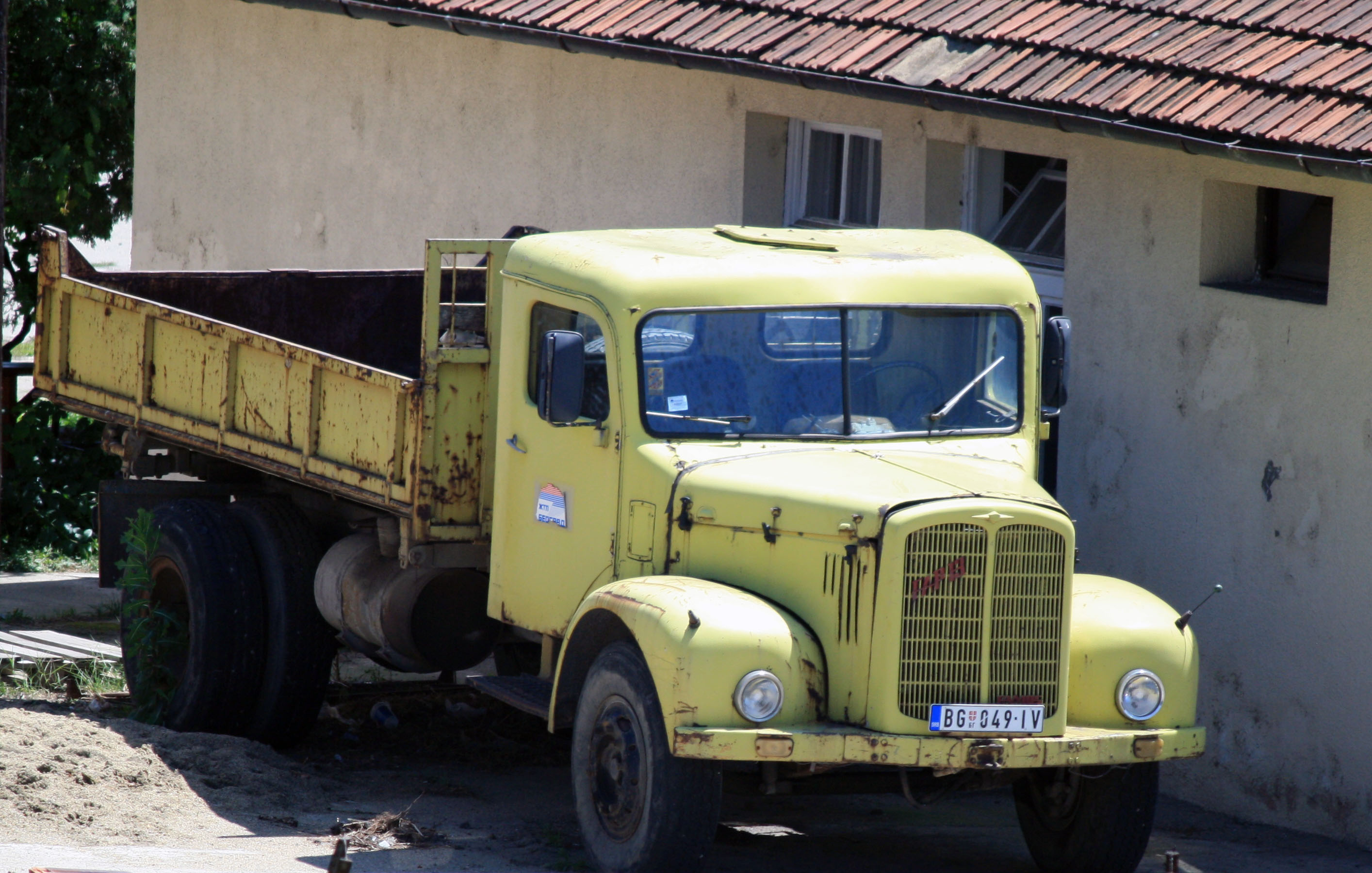
FAP 13
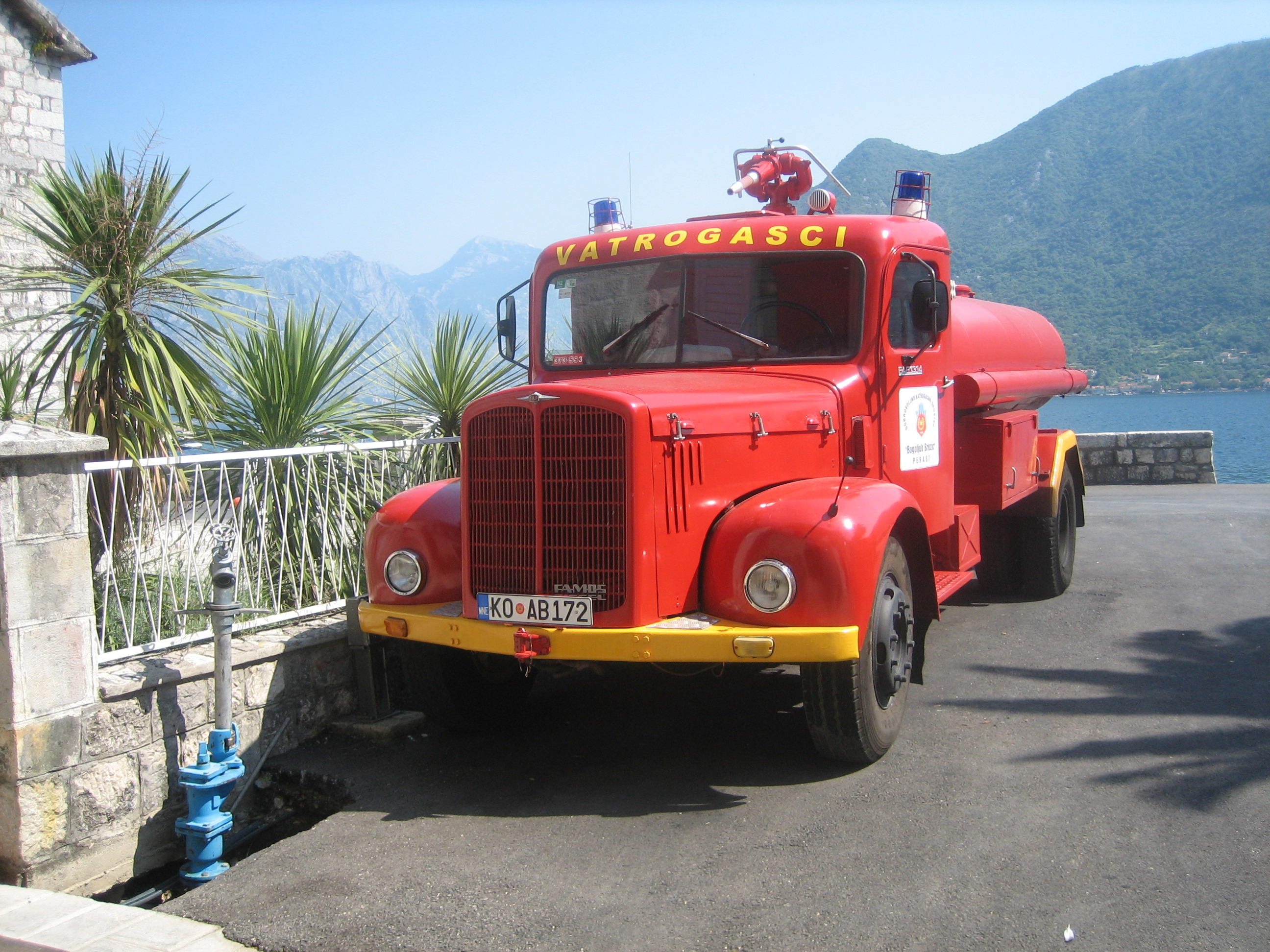
Пожежний FAP 1314
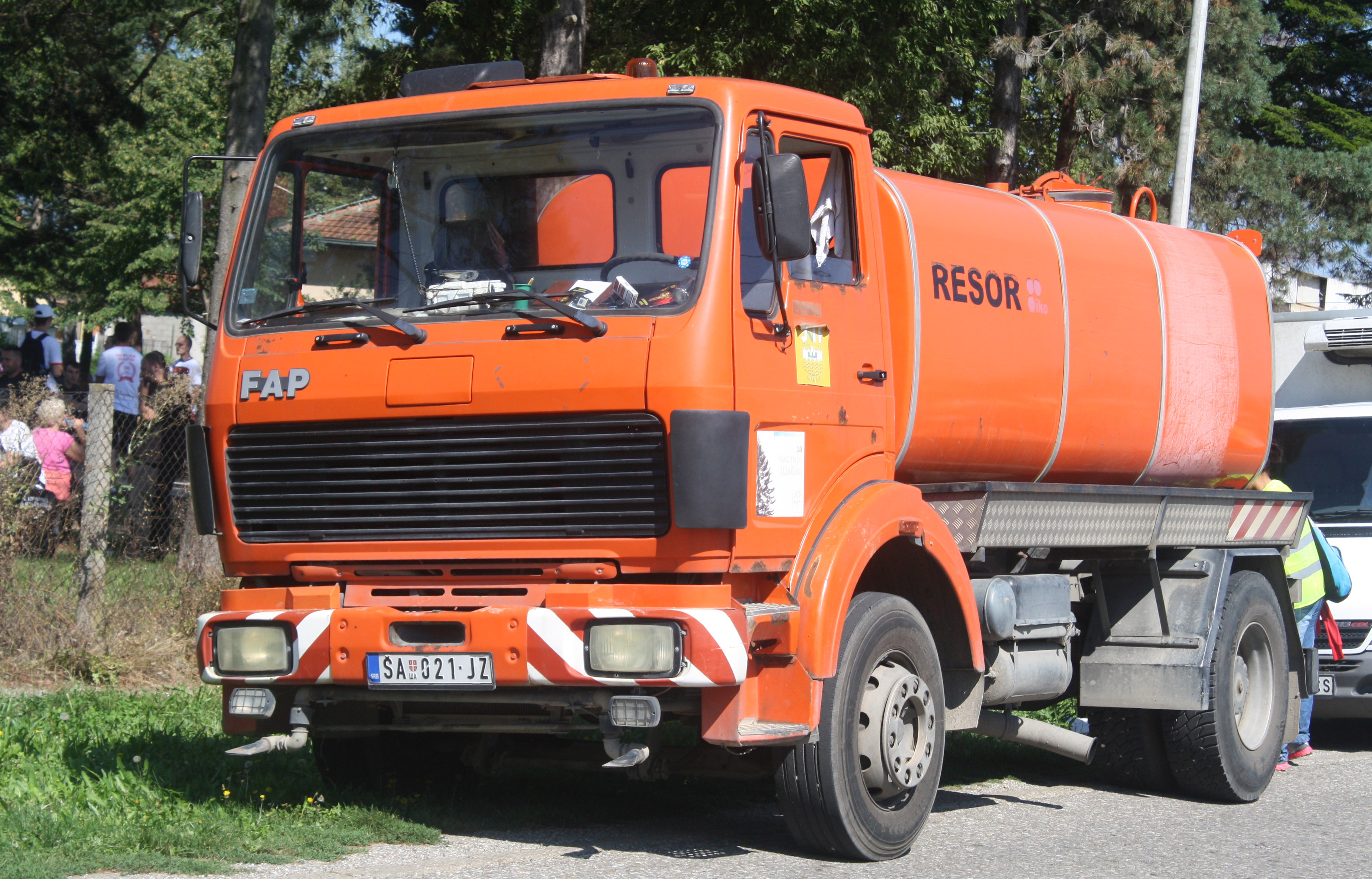
FAP 2023
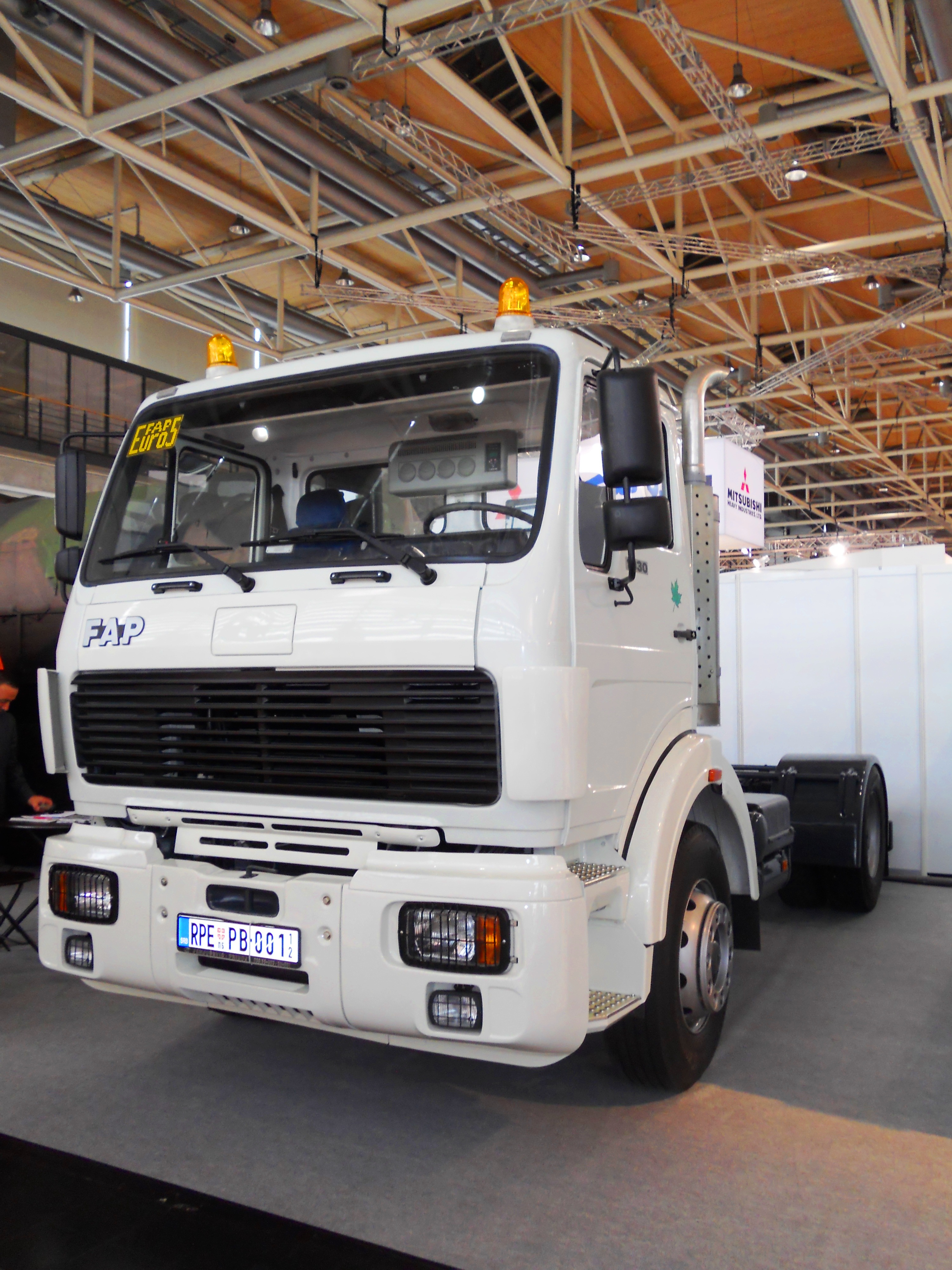
FAP 1830
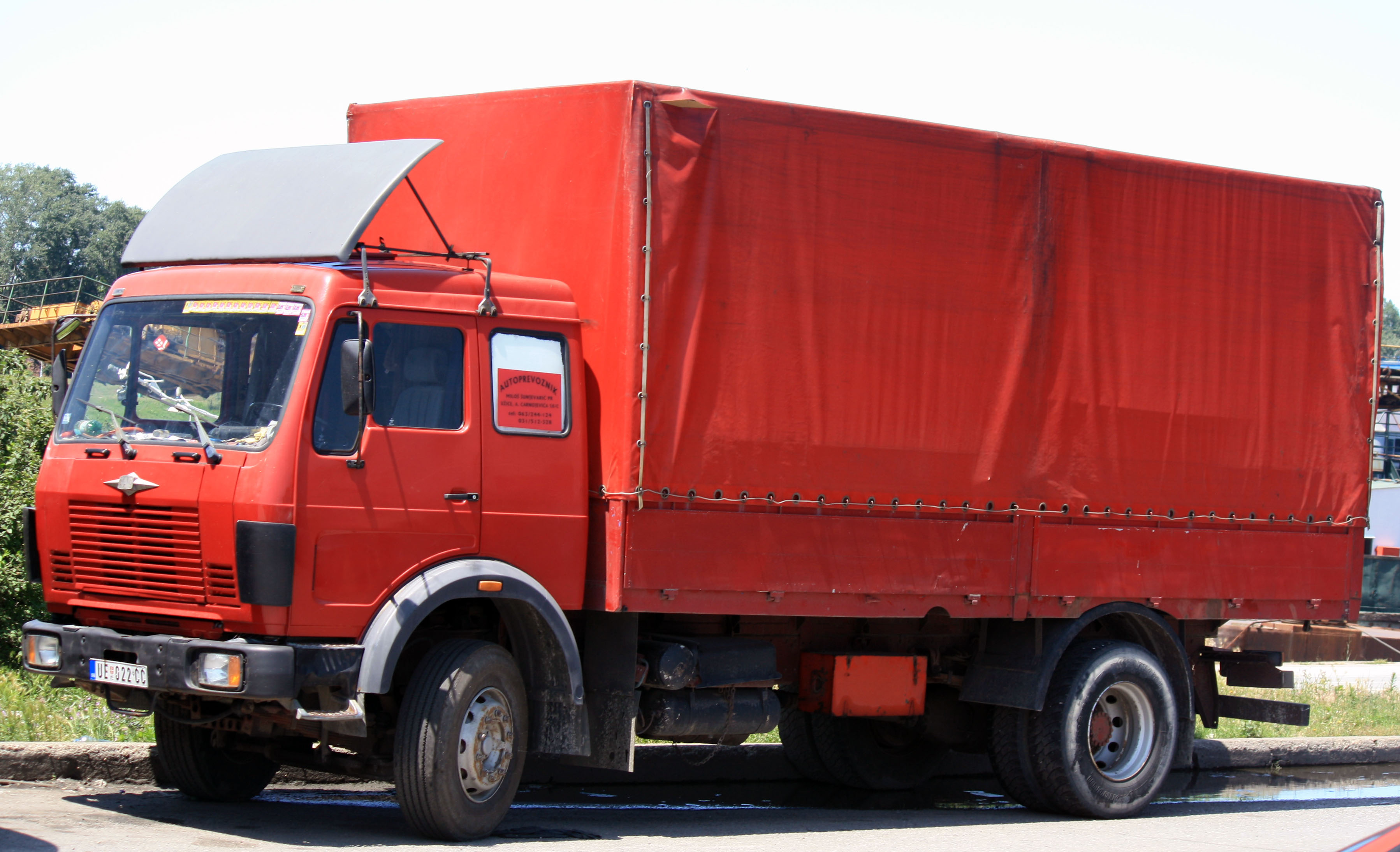
FAP 1620
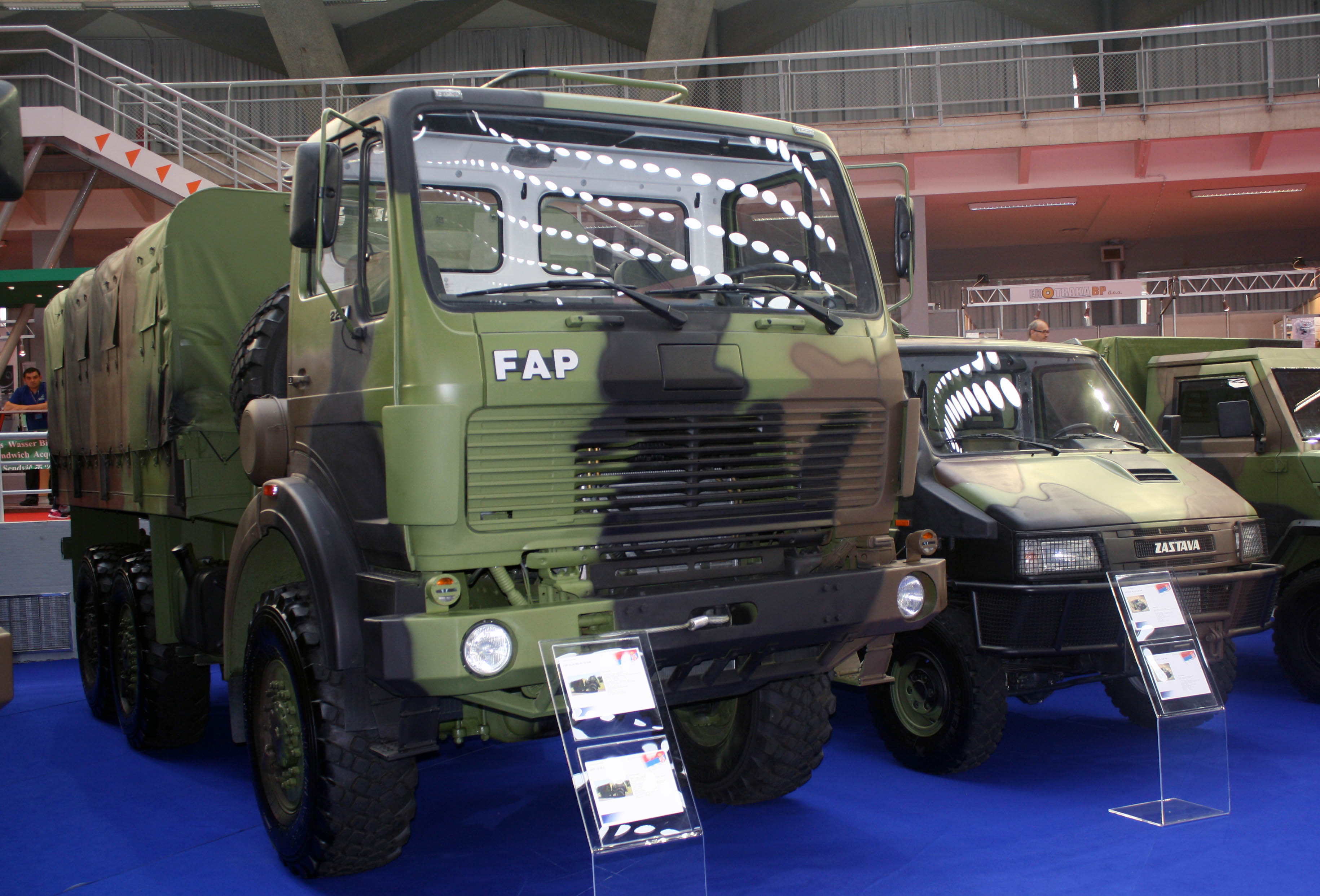
Новенький FAP 2228 на виставці
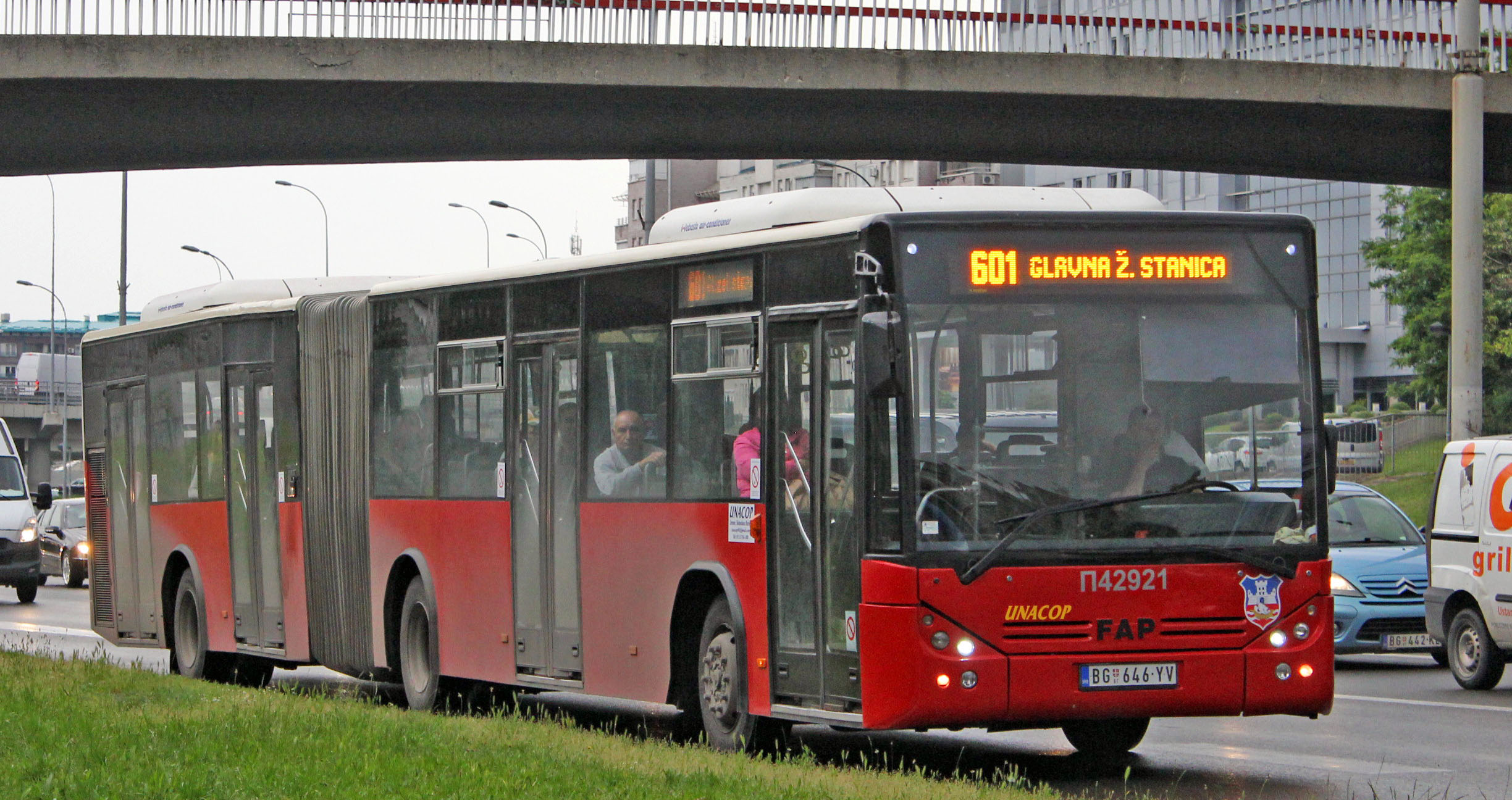
Низькопідлоговий громадський міський автобус FAP A 559.4 (Бєлград)